# Харалд IV
Харалд IV (на старонорвежки: Haraldr gilli или Haraldr gillikristr), с прякор Гиле, е крал на Норвегия от 1130 до смъртта си през 1136 г. Той е роден в Ирландия или на Хебридските острови, но по-вероятно в Ирландия. Около 1127/1129 г. той пристига в Норвегия и заявява, че е незаконороден син на Магнус III Босоногия от негова ирландска наложница, заченат, когато баща му е пребивавал в Ирландия малко преди смъртта си през 1103 г. За да докаже това си твърдение, той преминава през огнено изпитание (т.нар. ордалия), което се състояло в ходене по нажежени плугове, няколко дни по-късно се преглеждала раната и ако тя била чиста се смятало, че изпитанието (Божият съд) е успешно преминато. Действително Харалд Гиле издържа изпитанието, с което доказва своя произход, но полага клетва да не предявява претенции към трона докато са живи крал Сигурд I Кръстоносеца и неговият син Магнус IV.
Веднага щом научава за смъртта на крал Сигурд Кръстоносеца обаче, Гиле се отказва от клетвата си като заявява, че тя е била положена при принуда, и се явява пред Тинга като изисква властта да бъде поделена между него и Магнус IV. Това искане е удовлетворено с решение на Тинга и в продължение на няколко години двамата крале управляват мирно, но през 1134 г. Магнус IV, който при все че получил при делбата повечето богатства и флота, не бил доволен от ситуацията и започнал военни действия срещу чичо си. Гиле търпи поражение в първата битка през август 1134 г. и е прогонен от страната, но няколко месеца по-късно с помощта на датския крал Ерик II и начело на датски наемници се завръща и разбива Магнус IV в битката при Берген – януари 1135 г. Магнус е детрониран и по заповед на Гиле първо е оставен в ръцете на робите му, които го ослепяват, скопяват и отрязват единия му крак, а след това го затварят в манастир.
Година по-късно обаче друг претендент, Сигурд Слембе, поисква подялба на кралската власт и след отказа на Харалд Гиле, с помощта на доверени хора успява да го убие една нощ в неговата спалня. Гиле умира на 14 декември 1136 г.

### Потомство
От брака си с шведската принцеса Ингрид Рьогнвалсдотер Гиле има син – бъдещия крал Инге I Крокрюг.
От многобройните си наложници има следните незаконни деца:
- Сигурд II Мун, крал на Норвегия от 1136 до 1155 г.;
- Бригида, която се омъжва за шведския крал Магнус II Шведски;
- Йойстейн Харалдсон, който се провъзгласява за конунг на Норвегия през 1142 г.;
- Магнус Харалдсон, който също се провъзгласява за конунг едновременно с Йойстейн Харалдсон през 1142 г.;
- Мария Харалдсдотер
- Маргрета Харалдсдотер